# Lydda koebelei
Lydda koebelei är en insektsart som beskrevs av Frederick Arthur Godfrey Muir 1913. Lydda koebelei ingår i släktet Lydda och familjen Derbidae. Inga underarter finns listade i Catalogue of Life.